# Ulises Sánchez
Ulises Benjamín Sánchez, född den 26 juli 1998 i Río Segundo, är en argentinsk fotbollsspelare (anfallare, högerytter) som spelar i CA Belgrano i Primera División de Argentina. Han har spelat 32 matcher för klubben och gjort 4 mål. Han spelade tidigare i klubbens juniorlag och har kontrakt till 31 december 2023.